# Subaditividad
En matemáticas, la subaditividad es una propiedad de una función que establece, aproximadamente, que al evaluar la función para la suma de dos elementos de su dominio, siempre se obtiene un valor algo menor o igual a la suma de los valores de la función de cada elemento. Existen numerosos ejemplos de funciones subaditivas en diversas áreas de las matemáticas, particularmente las normas y la raíz cuadrada. Las aplicaciones aditivas son casos especiales de funciones subaditivas.
Un ejemplo sencillo es el teorema de Pitágoras, donde se aprecia que {\displaystyle {\sqrt {a^{2}+b^{2}}}\leq {\sqrt {a^{2}}}+{\sqrt {b^{2}}}}.

## Definiciones
Una función subaditiva {\displaystyle f\colon A\to B}, que tiene un dominio A y un codominio ordenado B que son ambos cerrados bajo la suma, con la siguiente propiedad:
{\displaystyle \forall x,y\in A,f(x+y)\leq f(x)+f(y).}
Un ejemplo es la función raíz cuadrada, que tiene los números reales no negativos como dominio y codominio, de modo que {\displaystyle \forall x,y\geq 0} se tiene que:
{\displaystyle {\sqrt {x+y}}\leq {\sqrt {x}}+{\sqrt {y}}.}
Una sucesión {\displaystyle \left\{a_{n}\right\},n\geq 1}, se denomina subaditiva si satisface la desigualdad
{\displaystyle a_{n+m}\leq a_{n}+a_{m}}
para todos los m y n. Este es un caso especial de función subaditiva, si una sucesión se interpreta como una función del conjunto de números naturales.
Téngase en cuenta que si bien una secuencia cóncava es subaditiva, lo contrario es falso. Por ejemplo, asignando aleatoriamente {\displaystyle a_{1},a_{2},...} con valores comprendidos en {\displaystyle 0.5,1}, entonces la sucesión es subaditiva pero no cóncava.

## Propiedades

### Sucesiones
Un resultado útil relacionado con sucesiones subaditivas es el siguiente lema debido a Michael Fekete.
| Lema subaditivo de Fekete Para cada sucesión subaditiva {\displaystyle {\left\{a_{n}\right\}}_{n=1}^{\infty }}, el límite {\displaystyle \displaystyle \lim _{n\to \infty }{\frac {a_{n}}{n}}} existe y es igual al ínfimo {\displaystyle \inf {\frac {a_{n}}{n}}} (el límite puede ser {\displaystyle -\infty }). |

| Demostración |
| Sea {\displaystyle s^{*}:=\inf _{n}{\frac {a_{n}}{n}}}. Por definición, {\displaystyle \liminf _{n}{\frac {a_{n}}{n}}\geq s^{*}}. Entonces, basta con demostrar que {\displaystyle \limsup _{n}{\frac {a_{n}}{n}}\leq s^{*}}. En caso contrario, existe entonces una subsucesión {\displaystyle (a_{n_{k}})_{k}} y un {\displaystyle \epsilon >0}, tal que {\displaystyle {\frac {a_{n_{k}}}{n_{k}}}>s^{*}+\epsilon } para todos los {\displaystyle k}. Dado que {\displaystyle s^{*}:=\inf _{n}{\frac {a_{n}}{n}}}, existe un {\displaystyle a_{m}} tal que {\displaystyle {\frac {a_{m}}{m}}<s^{*}+\epsilon /2}. Por el principio del palomar, existe una subsucesión {\displaystyle (a_{n_{k}})_{k}}, cuyos índices pertenecen todos a la misma clase de residuo módulo {\displaystyle m}, por lo que avanzan en múltiplos de {\displaystyle m}. Esta sucesión, si continúa durante un tiempo suficiente, se vería obligada por la subaditividad a descender por debajo de la línea de pendiente {\displaystyle s^{*}+\epsilon }, produciéndose una contradicción. Más detalladamente, por subaditividad, se tiene que {\textstyle {\begin{aligned}a_{n_{2}}&\leq a_{n_{1}}+a_{m}(n_{2}-n_{1})/m\\a_{n_{3}}&\leq a_{n_{2}}+a_{m}(n_{3}-n_{2})/m\leq a_{n_{1}}+a_{m}(n_{3}-n_{1})/m\\\cdots &\cdots \end{aligned}}} lo que implica que {\displaystyle \limsup _{k}a_{n_{k}}/n_{k}\leq a_{m}/m<s^{*}+\epsilon } |

El análogo del lema de Fekete también es válido para sucesiones superaditivas, es decir: {\displaystyle a_{n+m}\geq a_{n}+a_{m}} (el límite entonces puede ser infinito positivo: considérese la sucesión {\displaystyle a_{n}=\log n!}).
Hay extensiones del lema de Fekete que no requieren que la desigualdad {\displaystyle a_{n+m}\leq a_{n}+a_{m}} se cumpla para todo m y n, sino solo para m y n tales que {\textstyle {\frac {1}{2}}\leq {\frac {m}{n}}\leq 2.}
| Demostración |
| Iniciar la demostración como antes, hasta llegar a aplicar el principio del palomar. Considérese ahora la secuencia {\displaystyle a_{m},a_{2m},a_{3m},...}. Dado que {\displaystyle 2m/m=2}, se tiene entonces que {\displaystyle a_{2m}\leq 2a_{m}}. De manera similar, se tiene que {\displaystyle a_{3m}\leq a_{2m}+a_{m}\leq 3a_{m}}, etc. Por supuesto, para cualquier {\displaystyle s,t\in \mathbb {N} }, se puede recurrir a la propiedad de subaditividad en ellos si {\displaystyle \ln(s+t)\in [\ln(1.5s),\ln(3s)]=\ln s+[\ln 1.5,\ln 3]} Si se estuvieran manejando variables continuas, entonces se puede usar la subaditividad para ir de {\displaystyle a_{n_{k}}} a {\displaystyle a_{n_{k}}+[\ln 1.5,\ln 3]}, luego a {\displaystyle a_{n_{k}}+\ln 1.5+[\ln 1.5,\ln 3]}, y así sucesivamente, lo que cubre todo el intervalo {\displaystyle a_{n_{k}}+[\ln 1.5,+\infty )}. Aunque no se están manejando variables continuas, aún se pueden cubrir suficientes números enteros para completar la demostración. Sea {\displaystyle n_{k}} lo suficientemente grande, tal que {\displaystyle \ln(2)>\ln(1.5)+\ln \left({\frac {1.5n_{k}+m}{1.5n_{k}}}\right)} Entonces, sea {\displaystyle n'} el número más pequeño en la intersección {\displaystyle (n_{k}+m\mathbb {Z} )\cap (\ln n_{k}+[\ln(1.5),\ln(3)])}. Según el supuesto de {\displaystyle n_{k}}, es fácil ver (realizando un gráfico) que los intervalos {\displaystyle \ln n_{k}+[\ln(1.5),\ln(3)]} y {\displaystyle \ln n'+[\ln(1.5),\ln(3)]} se tocan en el medio. Así, al repetir este proceso, se cubre la totalidad de {\displaystyle (n_{k}+m\mathbb {Z} )\cap (\ln n_{k}+[\ln(1.5),\infty ])}. Con eso, todos los {\displaystyle a_{n_{k}},a_{n_{k+1}},...} son forzados a reducirse como en la demostración anterior. |

Además, la condición {\displaystyle a_{n+m}\leq a_{n}+a_{m}} puede debilitarse de la siguiente manera: {\displaystyle a_{n+m}\leq a_{n}+a_{m}+\phi (n+m)} siempre que {\displaystyle \phi } sea una función creciente tal que la integral {\textstyle \int \phi (t)t^{-2}\,dt} converja (cerca del infinito).
También hay resultados que permiten deducir la tasa de convergencia al límite cuya existencia se establece en el lema de Fekete si está presente algún tipo de superaditividad o de subaditividad.
Además, se han demostrado análogos del lema de Fekete para aplicaciones reales subaditivas (con supuestos adicionales) de subconjuntos finitos de un grupo susceptible,
 y por otro lado, de un semigrupo cancelador susceptible por la izquierda.

### Funciones
| 'Teorema:' Para cada función subaditiva medible {\displaystyle f:(0,\infty )\to \mathbb {R} ,} existe el límite {\displaystyle \lim _{t\to \infty }{\frac {f(t)}{t}}} y es igual a {\displaystyle \inf _{t>0}{\frac {f(t)}{t}}} (el límite puede ser {\displaystyle -\infty .}) |

Si f es una función subaditiva, y si 0 está en su dominio, entonces f(0) ≥ 0. Para ver esto, tómese la desigualdad anterior, {\displaystyle f(x)\geq f(x+y)-f(y)}. Por lo tanto, {\displaystyle f(0)\geq f(0+y)-f(y)=0}
Una función cóncava {\displaystyle f:[0,\infty )\to \mathbb {R} } con {\displaystyle f(0)\geq 0} también es subaditiva. Para ver esto, primero se observa que {\displaystyle f(x)\geq \textstyle {\frac {y}{x+y}}f(0)+\textstyle {\frac {x}{x+y}}f(x+y)}. Entonces, al observar la suma de este límite para {\displaystyle f(x)} y {\displaystyle f(y)}, finalmente se verificará que f es subaditiva.
El negativo de una función subaditiva es superaditiva.

## Ejemplos en varios dominios

### Entropía
La entropía juega un papel fundamental en teoría de la información y en mecánica estadística, así como en mecánica cuántica en una formulación generalizada debida a von Neumann. Aparece siempre como una cantidad subaditiva en todas sus formulaciones, es decir, la entropía de un supersistema o de una unión de variables aleatorias es siempre menor o igual que la suma de las entropías de sus componentes individuales.
Además, la entropía en física satisface varias desigualdades más estrictas, como la subaditividad fuerte de la entropía en la mecánica estadística clásica y su análogo cuántico.

### Economía
La subaditividad es una propiedad esencial de algunas funciones de coste particulares. Generalmente es una condición necesaria y suficiente para la verificación de un monopolio natural. Implica que la producción de una sola empresa es socialmente menos costosa (en términos de costes promedio) que la producción de una fracción de la cantidad original por un número igual de empresas.
Las economías de escala están representadas por funciones de coste medio subaditivas.
Excepto en el caso de los bienes complementarios, el precio de los bienes (en función de la cantidad) debe ser subaditiva. De lo contrario, si la suma del costo de dos artículos es más barata que el costo del paquete de dos de ellos juntos, entonces nadie compraría jamás el paquete, lo que efectivamente causaría que el precio del paquete se "convirtiera" en la suma de los precios de los dos elementos separados. Demostrando así que no es condición suficiente para un monopolio natural, ya que la unidad de cambio puede no ser el costo real de un artículo. Esta situación es familiar para todos en la arena política, donde alguna minoría afirma que la pérdida de alguna libertad particular en algún nivel particular de gobierno significa que muchos gobiernos son mejores, mientras que la mayoría afirma que existe alguna otra unidad de coste correcta.

### Finanzas
La subaditividad es una de las propiedades deseables de la medida de riesgo coherente en gestión de riesgos. La intuición económica detrás de la subaditividad de la medida de riesgo es que la exposición al riesgo de una cartera debería, en el peor de los casos, simplemente igualar la suma de las exposiciones al riesgo de las posiciones individuales que componen la cartera. En cualquier otro caso, los efectos de la diversificación darían como resultado una exposición de la cartera inferior a la suma de las exposiciones al riesgo individuales. La falta de subaditividad es una de las principales críticas a los modelos de valor en riesgo que no se basan en el supuesto de la normalidad estadística de los factores de riesgo. El valor en riesgo gaussiano garantiza la subaditividad: por ejemplo, el valor en riesgo gaussiano de una cartera unitaria de dos posiciones largas {\displaystyle V} en el nivel de confianza {\displaystyle 1-p} es, suponiendo que la variación media del valor de la cartera es cero y el valor en riesgo gaussiano se define como una pérdida negativa,
{\displaystyle {\text{VaR}}_{p}\equiv z_{p}\sigma _{\Delta V}=z_{p}{\sqrt {\sigma _{x}^{2}+\sigma _{y}^{2}+2\rho _{xy}\sigma _{x}\sigma _{y}}}}
donde {\displaystyle z_{p}} es el inverso de la función de distribución normal en el nivel de probabilidad {\displaystyle p}, {\displaystyle \sigma _{x}^{2},\sigma _{y}^{2}} son las variaciones de los rendimientos de las posiciones individuales y {\displaystyle \rho _{xy}} es el medida de correlación lineal entre los rendimientos de las dos posiciones individuales. Como la varianza siempre es positiva,
{\displaystyle {\sqrt {\sigma _{x}^{2}+\sigma _{y}^{2}+2\rho _{xy}\sigma _{x}\sigma _{y}}}\leq \sigma _{x}+\sigma _{y}}
Por lo tanto, el valor riesgo gaussiano es subaditivo para cualquier valor de {\displaystyle \rho _{xy}\in [-1,1]} y, en particular, es igual a la suma de las exposiciones al riesgo individuales cuando {\displaystyle \rho _{xy}=1}, que es el caso de que no haya efectos de diversificación en el riesgo de la cartera.

### Termodinámica
La subaditividad se produce en las propiedades termodinámicas de mezclas y mezclas no ideales como el exceso de volumen molar y calor de mezcla o exceso de entalpía.

### Combinatoria en palabras
Un lenguaje {\displaystyle L} factorial es aquel en el que si una palabra está en {\displaystyle L}, entonces todos los factores de esa palabra también están en {\displaystyle L}. En combinatoria de palabras, un problema común es determinar el número {\displaystyle A(n)} de palabras de longitud {\displaystyle n} en un lenguaje factorial. Claramente {\displaystyle A(m+n)\leq A(m)A(n)}, por lo que {\displaystyle \log A(n)} es subaditivo y, por lo tanto, el lema de Fekete puede usarse para estimar el crecimiento de {\displaystyle A(n)}.
Para cada {\displaystyle k\geq 1}, muestreense dos cadenas de longitud {\displaystyle n} de manera uniforme y aleatoria en el alfabeto {\displaystyle 1,2,...,k}. La longitud esperada de la subsecuencia común más larga es una función superaditiva de {\displaystyle n} y, por lo tanto, existe un número {\displaystyle \gamma _{k}\geq 0}, de modo que la longitud esperada crece como {\displaystyle \sim \gamma _{k}n}. Al verificar el caso con {\displaystyle n=1}, fácilmente se tiene que {\displaystyle {\frac {1}{k}}<\gamma _{k}\leq 1}. Sin embargo, se sabe que el valor exacto incluso de {\displaystyle \gamma _{2}} solo está entre 0,788 y 0,827.